# 战长沙 (戏曲)
《战长沙》，又名《义释黄忠》，是以关羽为主角的戏剧剧目，属武老生戏。取材于《三国演义》第五十三回虚构的长沙之战。
早年京剧关羽戏中即有《战长沙》:18。除京剧外，川剧、徽劇、汉剧等剧种均有此剧目。滇剧、秦腔、豫剧、同州梆子、河北梆子有《取长沙》，粵劇有《关云长义释黄忠》。有说，京剧《战长沙》在春節演出时，因“沙”与“杀”同音，演出时改戏名为《义释黄忠》、《关黄战》。